# Wolfgang Loitzl
Wolfgang Loitzl (* 13. ledna 1980 Bad Ischl, Rakousko) je bývalý rakouský skokan na lyžích.
Ve světovém poháru pravidelně závodil od roku 1997, zvítězil v Turné čtyř můstků 2008/2009 (tři výhry). Z mistrovství světa si odvezl celkem 10 medailí, z čehož je osm zlatých (vyjma jedné všechny z týmových závodů) a dvě bronzové.